# Limnonectes poilani
Limnonectes poilani är en groddjursart som först beskrevs av Bourret 1942.  Limnonectes poilani ingår i släktet Limnonectes och familjen Dicroglossidae. IUCN kategoriserar arten globalt som livskraftig. Inga underarter finns listade i Catalogue of Life.